# معاهدة نيروبي بشأن حماية الرمز الأولمبي

الحلقات الأولمبية المشار إليها في المعاهدة بالرمز الأولمبي.

معاهدة نيروبي لحماية الرمز الأولمبي هي معاهدة دولية، اعتُمدت في 26 سبتمبر 1981 وتهدف إلى منع استخدام رمز الحلقات الأولمبية أو تسجيله كماركة أو علامة تجارية في أي من الدول المشمولة في المعاهدة دون تصريح من اللجنة الأولمبية الدولية. وتدير المعاهدة المنظمة العالمية للملكية الفكرية (الويبو) .
انعقد المؤتمر الدولي الذي توج باعتماد المعاهدة في الفترة من 24 إلى 26 سبتمبر 1981 في نيروبي بكينيا.
حتى يناير 2024، كان عدد الدول الموقعة على المعاهدة 56 دولة. يجوز لأي دولة عضو في الويبو أو اتحاد باريس لحماية الملكية الصناعية (1883) أو الأمم المتحدة أو أي من الوكالات المتخصصة المرتبطة بالأمم المتحدة أن تنضم عن طريق التوقيع على إيداع صك التصديق أو القبول أو الموافقة أمام الويبو. 

## روابط خارجية
- النص الرسمي لمعاهدة نيروبي بشأن حماية الرمز الأولمبي.
- الحلقات الأولمبية . الموقع الرسمي للجنة الأولمبية الدولية.
- ملخص معاهدة نيروبي بالعربية.